# Carles Torras
Carles Torras (Barcelona, 1974) es un director de cine, guionista y productor español. En 2016 ganó tres premios de cine en el Festival de Málaga con su largometraje Callback, incluida la Biznaga de Oro a la mejor película.

## Filmografía
- Joves (2005)
- Trash (2009)
- OPEN24H (2011)
- Callback (2016)
- El practicante (2020)